# رتووا
رتووا (به چکی: Řetová) یک منطقهٔ مسکونی در جمهوری چک است که در ناحیه اوستی ناد اورلیتسی واقع شده‌است. رتووا ۸٫۴۸ کیلومتر مربع مساحت و ۶۸۴ نفر جمعیت دارد و ۴۰۵ متر بالاتر از سطح دریا واقع شده‌است.